# Trombolisi
La trombolisi (o "lisi")  è la rottura  di trombi, emboli o coaguli di sangue, con mezzi farmacologici, comunemente chiamati «trombolitici». Essi agiscono stimolando la fibrinolisi secondaria da parte della plasmina mediante infusione di analoghi dell'attivatore tissutale del plasminogeno (tPA), la proteina che attiva normalmente la plasmina. Al 2025 le 
Linee Guida (LG) internazionali raccomandano l'Alteplase, r-TPA di seconda generazione, 
entro le 4.5 h dall’esordio dei sintomi neurologici, valutati secondo la scala di gravità NIHSS (National Institute of Health Stroke Scale ), al dosaggio di 0.9 mg/kg (max 90 mg), di cui il 10% in bolo (per iniezione direttamente in vena) e il restante 90%  in infusione nei successivi 60 minuti, senza limiti superiori di età.
La trombolisi endovenosa (unitamente alla trombectomia è una delle due terapie per ripristinare la circolazione sanguigna nell’area del cervello colpita da ictus ischemico, efficace nell'abbassare il rischio di mortalità ed invalidità. Esiste un rischio di emorragia nel 5-8% dei casi trattati poiché il trombolitico riduce il fibrinogeno, sostanza naturalmente presente nel sangue che contribuisce alla sua coagulazione. Questi rari casi di emorragia sono contrastabili col dosaggio del fibrinogeno nel sangue, esame eseguito in urgenza negli ospedali poche ore dopo il trattamento di trombolisi, esame determinante per rendere quest'ultima più sicura e praticabile.